# Feked
Feked is een plaats (község) en gemeente in het Hongaarse comitaat Baranya. Feked telt 214 inwoners (2001).

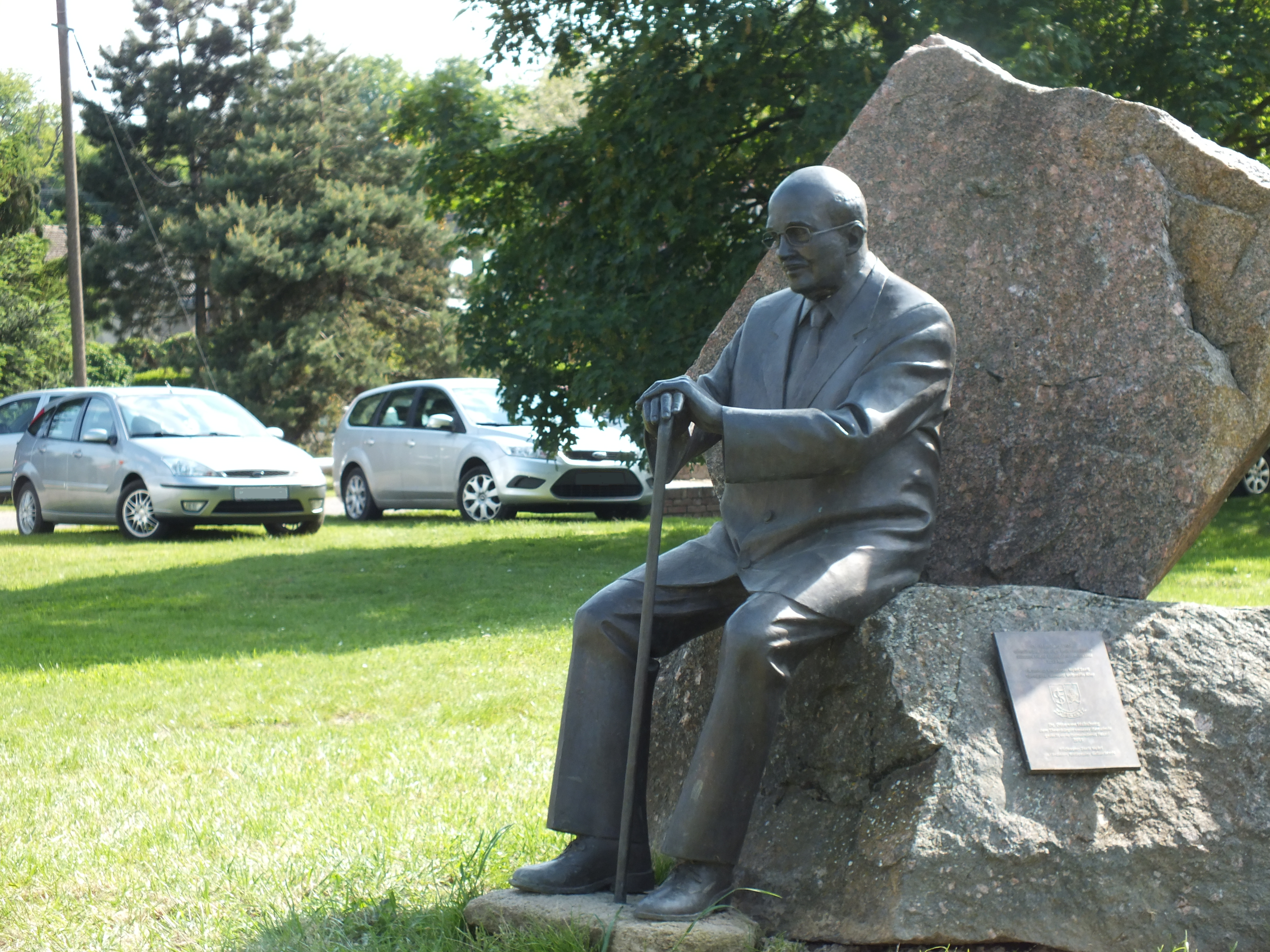
Standbeeld van Otto von Habsburg.

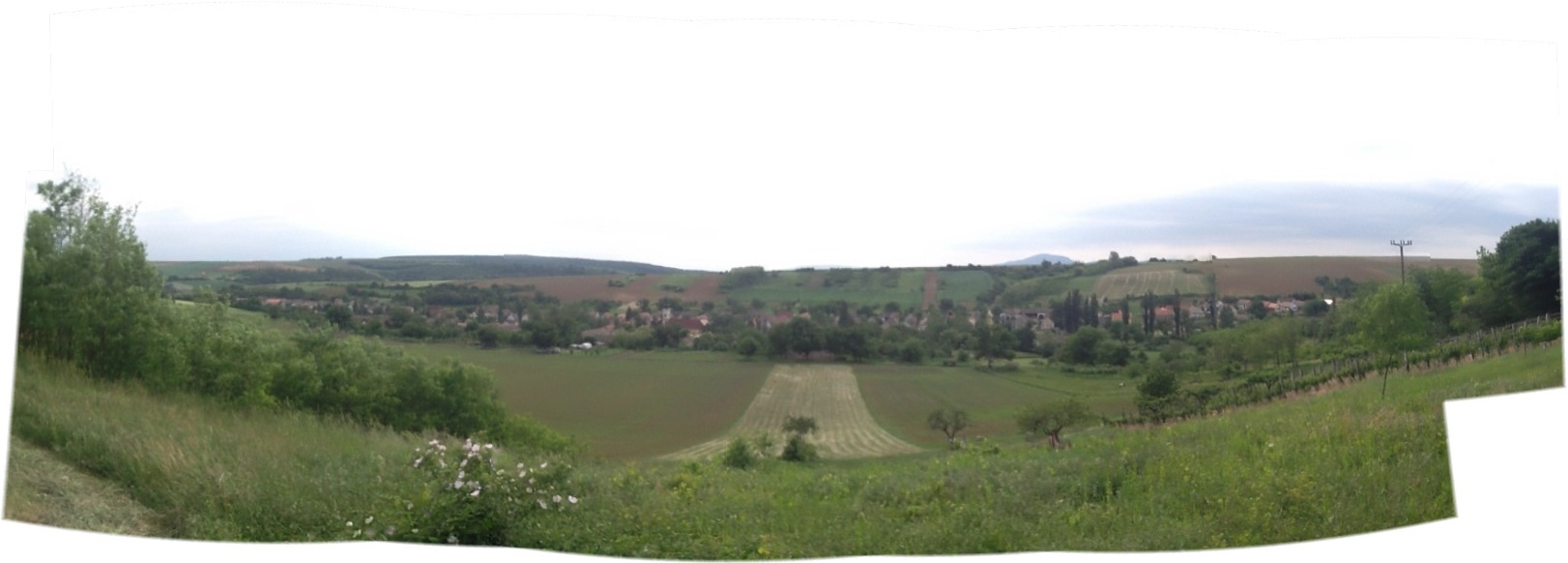
Panoramafoto van Feked